# Banca Italiana per la Cina
La Banca Italo-Cinese (o Sino Italian Bank) costituita il 15 febbraio 1920, poi sciolta e ribattezzata Banca Italiana per la Cina (The Italian Bank for China) nel 1925, è stato il più importante intermediario finanziario italiano in Asia fino allo scoppio della seconda guerra mondiale. La storia della banca è stata significativamente intrecciata con lo sviluppo delle relazioni politiche sino-italiane nel periodo tra le due guerre.

## LaBanca Italo-Cinese
Il 19 ottobre 1919, gli azionisti cinesi rappresentati dall'onorevole Hsu Shih-ing (許世英), tramite l'Ambasciatore cinese in Italia, Wang Kouang Ky e gli azionisti italiani tra cui delegati del Credito Italiano, Banca Unione e Credito Varesino si incontrarono presso l'ambasciata cinese a Roma per firmare una convenzione per la costituzione di una nuova banca in Cina denominata Banca Italo-Cinese (la Sino-Italian Bank). L'8 novembre 1919 un accordo finanziario fu firmato anche da tutti gli azionisti italiani del nuovo istituto, che si riunirono presso la sede del Credito Italiano a Milano per confermare il finanziamento in conto capitale. I documenti sono stati firmati da industriali italiani di alto profilo come Carlo Orsi, amministratore delegato del Credito Italiano, il Carlo Feltrinelli, amministratore delegato di Banca Unione (ex Banca Feltrinelli) e il Lionello Scelsi, ex console italiano a Shanghai. L'atto costitutivo definitivo fu poi registrato dal Console italiano Vincenzo Fileti presso il consolato italiano a Tientsin il 18 febbraio 1920.
La costituzione di una nuova banca fu un passo importante intrapreso per migliorare la visibilità della comunità italiana in Cina, fino ad allora solo marginalmente sostenuta dai governi italiani. Le potenze coloniali, come Gran Bretagna, Francia e Germania, in quegli anni offrivano ampio sostegno diplomatico e risorse finanziarie ai propri imprenditori. La Sino-Italian Bank era entrata a far parte di banche internazionali già con sede in Cina dalla fine delle guerre dell'oppio, come la British-Chartered Oriental Banking Corporation, fondata a Shanghai nel 1848, la Chartered Bank of India, Australia and China (1857) e la The Hongkong and Shanghai Banking Corporation Limited, che iniziò ad operare nel 1865. La tedesca Deutsch-Asiatische Bank si unì a loro nel maggio 1889 e la Russo-Chinese Bank (1896) e la Banque de l'Indochine (1898) seguirono poco dopo.
La struttura patrimoniale della Banca sino-italiana è stata infine costituita con la partecipazione paritaria degli azionisti italiani (azionari di serie I, in possesso di 12.000 azioni) e cinesi (azionari di serie C, anche in possesso di un totale di 12.000 azioni). Il capitale di Serie I sottoscritto era inizialmente di 4 milioni di lire oro (cambio 1 Lg. Pound = 25 Lire oro) e il capitale di Serie C di 1,2 milioni di dollari cinesi, aumentati rispettivamente a 16 milioni di lire oro e 4,8 milioni di dollari cinesi (24 gennaio 1920). Il primo presidente nominato della banca fu Lionello Scelsi, ed i primi amministratori delegati furono Egidio Marzoli, Ernesto De Negri, Carlo Feltrinelli (l'amministratore delegato di Banca Unione) e Carlo Orsi (l'amministratore delegato del Credito Italiano). Scopo principale della banca era l'intermediazione finanziaria di manufatti italiani e l'importazione di materie prime dalla Cina, principalmente pelle e seta.

## LaBanca Italiana per la Cina
Gli interessi degli azionisti cinesi e italiani all'interno della Banca sino-italiana si sono presto discostati. Il direttivo della banca non considerava il mercato e gli imprenditori cinesi come entità commerciali di rilievo a causa delle incertezze politiche che caratterizzarono la Cina in quegli anni; inoltre, le imprese cinesi locali stavano generando ingenti perdite finanziarie per la banca. La Banca sino-italiana fu sciolta e ribattezzata Banca Italiana per la Cina dopo la deliberazione dell'assemblea tenutasi il 14 gennaio 1924 a Tientsin. Il nuovo atto di registrazione fu depositato presso il consolato italiano di Shanghai il 19 agosto 1924 e la sede legale della banca della nuova banca fu fissata a Shanghai. Questa volta il capitale sociale è stato interamente sottoscritto dal Credito Italiano in oro del valore di 1 milione di dollari statunitensi e suddiviso in 10.000 azioni. La sede principale della Banca Italiana per la Cina è stata costituita in Kiukiang Road 16.
Dagli anni '30 in poi, la Banca Italiana per la Cina divenne intermediaria finanziaria di importanti operazioni riservate tra il governo italiano e quello cinese, come la soluzione definitiva della questione dell'indennizzo Boxer, formalmente risolta con la firma di un memorandum a Londra da parte del ministro delle Finanze italiano Guido Jung (1876–1949). Il 1º luglio 1933 il e il ministro cinese Tse-Ven Soong (1894–1971) e la definizione dei "Prestiti Skoda", sempre nel 1933, lunga questione che coinvolse diversi governi europei a partire dal 1912.
La banca continuò ad operare senza restrizioni fino al 9 settembre 1943, il giorno dopo l'armistizio firmato dall'Italia con gli Alleati a Cassibile in Sicilia, quando i soldati giapponesi sequestrarono la banca a Shanghai. Hanno aperto la cassetta di sicurezza principale, confiscando la documentazione riservata e il denaro a disposizione, mentre i dipendenti cinesi sono stati licenziati. La maggior parte dei dirigenti e delle famiglie italiane sono stati detenuti presso la Presbyterian University nel campo di internamento di Weihsien (nella provincia di Shandong), a circa 150 miglia da Shanghai fino alla fine della guerra. La banca cessò le operazioni, nonostante una lunga trattativa con le autorità giapponesi prima e poi con il governo cinese dopo la liberazione. I resoconti dettagliati di questi eventi sono tuttora conservati negli archivi della banca oggi custoditi presso l'Archivio Storico del Gruppo UniCredit a Milano.

## La fine dellaBanca Italiana per la Cina
Dopo la guerra, in una lettera inviata il 24 dicembre 1945 indirizzata al consiglio di amministrazione di Milano, la direzione della banca suggerì la chiusura a tempo indeterminato dell'operazione, spiegando che l'abolizione dei privilegi di extraterritorialità e la fine della concessione sistema è stato un evento catastrofico per gli interessi e le attività degli stranieri in Cina. Le banche estere persero l'esclusività dei contratti con le società di servizi pubblici (ad es. elettricità, trasporti [tram], distribuzione dell'acqua, telefoni). Persero anche il privilegio di stampare banconote e il diritto alla riservatezza, che fino ad allora era garantito da intermediari esteri. Tale privilegio non fu più applicato a causa della forte vigilanza e interferenza degli enti locali. Il fattore della concorrenza si è infatti spostato a favore delle banche cinesi e il forte sentimento antioccidentale e anticoloniale sia del popolo cinese che delle autorità ha reso difficile perseguire nuovamente con successo un'impresa bancaria estera.
Il 2 luglio 1947 l'assemblea del Credito Italiano deliberò il trasferimento della sede legale della banca da Shanghai a Vaduz nel Lichtenstein, sotto la denominazione di Italienische Bank für China. Due anni dopo, nel 1949, l'istituto bancario fu ribattezzato Società per Iniziative Finanziarie, Bancarie e Commerciali (SINIT), dichiarando la fine di fatto dell'esperienza dell'unica banca interamente italiana costituita in Cina fino ad oggi.
Dopo quell'esperienza passò molto tempo prima che una banca italiana riprendesse ad operare in Cina. Nel 1996 Banca di Roma è stata la prima banca italiana ad aprire una filiale operativa a Shanghai. A causa di una situazione complessa e inaspettata, nel 2008 la società madre si è poi fusa nel gruppo UniCredit; quest'ultimo per coincidenza si è ritrovato a condurre attività commerciali in Cina dalla stessa città che aveva lasciato più di mezzo secolo prima.